# Cerastium soleirolii
Cerastium soleirolii là loài thực vật có hoa thuộc họ Cẩm chướng. Loài này được Ser. ex Duby mô tả khoa học đầu tiên năm 1828.